# The Legend of Sleepy Hollow (filme)
The Legend of Sleepy Hollow (bra: A Lenda do Vale Adormecido) é um filme norte-americano produzido para televisão, dirigido por Henning Schellerup em 1980, com roteiro de Thomas C. Chapman, Jack Jacobs e Malvin Wald, baseado no conto "The Legend of Sleepy Hollow", de Washington Irving. O produtor Charles Sellier foi indicado ao Emmy Award por seu trabalho neste filme.

## Elenco principal
- Jeff Goldblum
- Paul Sand
- Meg Foster